# ハプログループM (mtDNA)

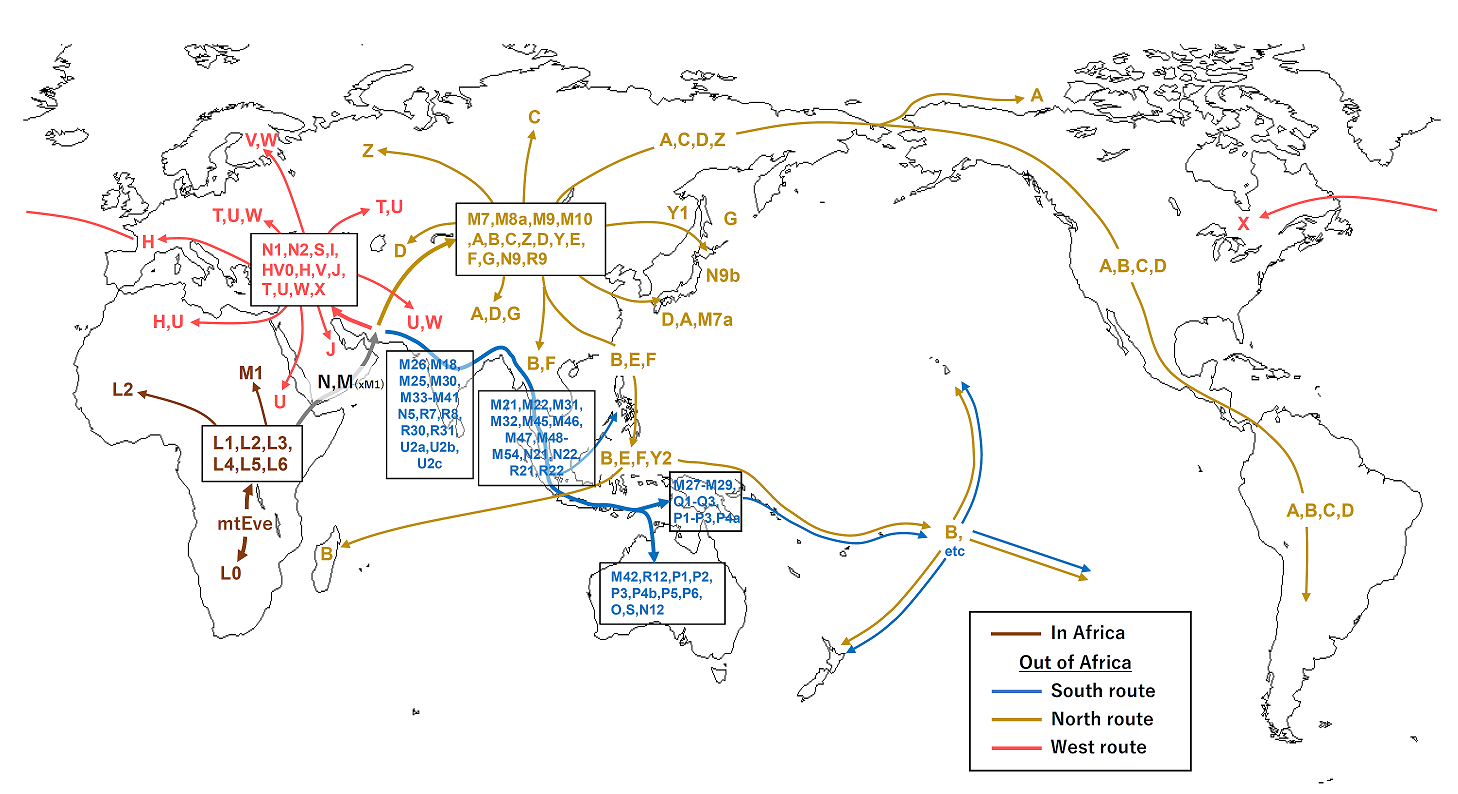
ハプログループMとその子系統は北ルートと南ルートで拡散した。

ハプログループM (mtDNA)（ハプログループM (ミトコンドリアDNA)、英: Haplogroup M (mtDNA)）とは、分子人類学で用いられる、人類のミトコンドリアDNAハプログループ（型集団）の分類のうち、「L3」より分岐したものである。「263, 489, 10400, 14783, 15043」の変異で定義づけられる。ハプログループNとともに、出アフリカを果たし、子孫がユーラシア、オセアニア、アメリカ大陸に広がっていった。アフリカ外で見つかったものはすべてハプログループMに属しているため、ハプログループNへの分岐がアフリカ内で起きたかアフリカ外に起きたのかの議論がある。ハプログループMは西ユーラシアにはほとんど存在しないが、東アジア及び南アジアでは優勢であり、それに対し欧米ではハプログループRが主流グループになっている。

## 主な子系統
- M1　最初に分岐したため、出アフリカをしなかった系統。アフロ・アジア語族と関連
- M7
  - M7a：日本人に多い
  - M7b
  - M7c
- M8
  - CZ 
    - C
    - Z：一部はウラル語族と関連
- M9
  - E
- M12'G
  - G：一部はアイヌやオホーツク海沿岸の先住民族に多い
- M29'Q：オーストラロイドの系統
  - Q
- D：モンゴロイドに広くみられる